# 八十分 (地名)
八十分，原寫為八十份，是臺灣新竹縣橫山鄉的一個傳統地域名稱，位於該鄉東北部。相較於今日行政區，其範圍大致為福興村不含東南端凸出部分。

## 歷史
台灣清治末期至日治初期，八十分地區為一街庄，稱為「八十份庄」，隸屬於竹北一堡。該庄北與大平地庄、新城庄為鄰，東與蕃地為鄰，南邊為南河庄、十份藔庄，西邊為沙坑庄。
1901年（日治明治三十四年）11月，全台廢縣廳改設二十廳，該庄隸屬於新竹廳。1909年（明治四十二年）10月，合併二十廳為十二廳，該庄隸屬不變。1920年（大正九年），廢十二廳改設五州二廳，該庄改制並雅化為「八十分」大字，隸屬於新竹州竹東郡橫山庄，大字下有「八十分」、「馬福」小字名。
戰後橫山庄改制為橫山鄉，隸屬於新竹縣，大字亦改制為村。1950年桃、竹、苗分治，橫山鄉隸屬不變。

## 交通
鄉道竹30線是十六張至沙坑的道路，大致以東北—西南走向轉橫向蜿蜒經過八十分地區中部，向東北轉北再轉西可前往石門、老社寮、十六張並止於東光國小前省道台3線路口，向西可前往沙坑並止於省道台3線另一路口。
鄉道竹31線是八十分至十分寮的道路，其北側端點位於本地區西部八十分聚落東北側鄉道竹30線路口。由此向西南蜿蜒而行可前往十分寮並止於省道台3線路口。
鄉道竹32線是南河至馬福的道路，其北側端點位於八十分地區馬福附近的鄉道竹30線路口。由此向西南出邊界後可前往南河地區西部的台鐵內灣線富貴車站附近並止於縣道120號路口。

## 運動休閒
- 旭陽高爾夫球俱樂部